# Dont'a Hightower
Pour les articles homonymes, voir Hightower.
(en) Statistiques sur pro-football-reference
QualinDont'a Hightower (né le 12 mars 1990 à Lewisburg) est un joueur américain de football américain qui a évolué au poste de linebacker dans la National Football League (NFL) pendant neuf saisons (2012-2021) pour la franchise des Patriots de la Nouvelle-Angleterre.
Au niveau universitaire, il a joué pour le Crimson Tide de l'Alabama (2008-2011) avec qui il remporte le titre national en 2009 et 2011.
Sélectionné par les Patriots lors du premier tour de la draft 2012 de la NFL, il y remporte trois Super Bowls (XLIX, LI, LIII) et est sélectionné à deux reprises pour le Pro Bowl (saisons 2016 et 2019).

## Enfance
Hightower étudie à la Marshall County High School de sa ville natale de Lewisburg. Lors de ses années lycéennes, il occupe d'abord le poste de running back avant de se voir confier celui de tight end et de linebacker, effectuant 98 tacles, deux sacks et provoquant sept fumbles. En attaque, il réussit dix-huit réceptions pour un gain de 253 yards et quatre touchdowns.
Pour sa dernière année au lycée, il change une nouvelle fois de poste, adoptant celui de defensive end où il réalise 168 tacles (dont quatorze pour une perte de yards), réussit cinq interceptions, recouvre quatre fumbles et en provoque cinq. Il reçoit de nombreux honneurs régionaux et est sélectionné pour le U.S. Army East West All-Star Game à San Antonio. Les sites Scout.com et Rivals.com le classe tous les deux comme une recrue quatre étoiles sur cinq.

## Carrière

### Université
En 2008, il intègre l'université de l'Alabama où il joue pour le Crimson Tide dans la NCAA Division I FBS. Il est un des deux freshmans (avec Rolando McClain) à obtenir un poste de titulaire. Au terme de cette première saison, où il a été désigné titulaire lors de douze des quatorze matchs, Hightower totalise soixante-quatre tacles, 2,5 tacles pour des pertes de yards, un fumble provoqué et deux récupérés. Il fait des excellents matchs notamment contre Tulane (dix tacles) et contre les Tigers de Louisiane State (onze tacles).
En 2009, il se blesse au genou contre les Razorbacks de l'Arkansas et doit déclarer forfait pour le reste de la saison après seulement quatre matchs. Il est remplacé par Nico Johnson. Il revient en 2010 montrant tout l'étendue de son talent avec un total 70 tacles et réalise une aussi bonne saison en 2011 avec soixante-six tacles. Il est sélectionné dans l'équipe All-America de l'année.
Il décide de ne pas jouer sa dernière année d'éligibilité pour se présenter à la draft de la NFL.

### Professionnel
Dont'a Hightower est sélectionné en 25e choix global lors du premier tour du draft 2012 de la NFL par la franchise des Patriots de la Nouvelle-Angleterre. Le 19 juillet 2012, il signe un contrat de quatre ans pour un montant de 7,7 millions de dollars. Pour son premier match avec les Patriots, il recouvre un fumble et le retourne en touchdown.
Le 2 août 2020, Hightower annonce qu'il ne jouera pas en 2020 à la suite de la pandémie de Covid-19,.
En 2021, Hightower participe à 15 des 17 matchs de la saison régulière ainsi qu'au match de série éliminatoire (tour de wild card) joué contre les Bills de Buffalo. Il totalise 64 tacles, 1,5 sacks et une passe défendue sur sa saison.
Son contrat avec le Patriots expire le 16 mars 2022 et n'ayant pas été engagé pour la saison 2022, Hightower annonce qu'il prend sa retraite de la NFL le 21 mars 2023.

## Palmarès

### NFL
- Vainqueur des Super Bowls XLIX, LI et LIII avec les Patriots de la Nouvelle-Angleterre.
- Sélectionné dans la deuxième équipe All-Pro 2016
- Sélectionné pour les Pro Bowl 2017 et Pro Bowl 2019
- Sélectionné dans l'équipe de la décennie 2010 des Patriots ;
- Sélectionné dans l'équipe type toute dynasties des Patriots

### NCAA
- Vainqueur des BCS National Championship Game 2009 et 2011 ;
- Sélectionné par consensus dans l'équipe All-America 2011 ;
- Sélectionné dans la première équipe de la Southeastern Conference 2011 ;
- Reconnu Freshman All-American en 2008 ;

## Vidéographie
- (en) NFL America's Game: 2016 Patriots (Super Bowl LI), avec LeGarrette Blount, Julian Edelman et Dont'a Hightower, 2017, NFL Network, 43 minutes.
- (en) Super Bowl LI champions: New England Patriots, 7 mars 2017, NFL Productions, 98 minutes, (ASIN B01MRXTAIC).